# Boštjan Mervar
Boštjan Mervar (* 22. September 1973) ist ein ehemaliger slowenischer Radrennfahrer.
Boštjan Mervar begann seine Karriere 1997 bei dem slowenischen Radsport-Team KRKA-Telekom Slovenije. Seinen ersten Sieg feierte er 1998 mit dem Etappenerfolg beim ÖBV Classic. Ein Jahr später gewann er den Prolog der Slowenien-Rundfahrt. Weiterhin gewann er Etappen bei der Jadranska Magistrala, der Österreich-Rundfahrt und beim Uniqa Classic und die Eintagesrennen Grand Prix Krka, Poreč Trophy und Raiffeisen Grand Prix. 2004 fuhr er ein Jahr für Formaggi Pinzolo Fiavè, wo er ein Teilstück des Circuit de Lorraine für sich entschied und den Giro d’Italia bestritt. Ab 2005 fuhr er wieder für das Continental Team Perutnina Ptuj. 2006 war er unter anderem beim Grand Prix Kranj und beim Grand Prix Palma in der Slowakei erfolgreich und beendete am Ende des Jahres seine professionelle Laufbahn.

## Erfolge
1998
- eine Etappe ÖBV Classic

1999
- Prolog Slowenien-Rundfahrt

2000
- zwei Etappen Jadranska Magistrala

2001
- eine Etappe Slowenien-Rundfahrt

2002
- eine Etappe Jadranska Magistrala
- eine Etappe Slowenien-Rundfahrt
- eine Etappe Österreich-Rundfahrt
- Sieger Raiffeisen Grand Prix

2003
- eine Etappe Jadranska Magistrala
- eine Etappe Slowenien-Rundfahrt
- eine Etappe Uniqa Classic

2004
- eine Etappe Circuit de Lorraine

2005
- Prolog Jadranska Magistrala
- eine Etappe Slowenien-Rundfahrt

2006
- eine Etappe Vuelta a Cuba
- Sieger GP Kranj

## Teams
- 1997–2002 KRKA-Telekom Slovenije
- 2002 Perutnina Ptuj-KRKA Telekom
- 2003 Perutnina Ptuj
- 2004 Formaggi Pinzolo Fiavè
- 2005–2006 Perutnina Ptuj